# Lijst van 3FM Megahits in 2019
Deze hits waren in 2019 3FM Megahit op NPO 3FM:
| Nr.  | Week    | Artiest                                                                               | Titel                                                                                 |
| ---- | ------- | ------------------------------------------------------------------------------------- | ------------------------------------------------------------------------------------- |
| -    | Week 1  | Geen 3FM Megahit                                                                      | Geen 3FM Megahit                                                                      |
| 1286 | Week 2  | The Vaccines                                                                          | All My Friends Are Falling In Love                                                    |
| 1287 | Week 3  | Lizzo                                                                                 | Juice                                                                                 |
| 1288 | Week 4  | TAPE TOY                                                                              | Naive                                                                                 |
| 1289 | Week 5  | Dua Lipa                                                                              | Swan Song                                                                             |
| 1290 | Week 6  | Billie Eilish                                                                         | Bury a Friend                                                                         |
| 1291 | Week 7  | Vampire Weekend                                                                       | Harmony Hall                                                                          |
| 1292 | Week 8  | Feng Suave                                                                            | Venus Flytrap                                                                         |
| 1293 | Week 9  | The Chemical Brothers                                                                 | Got To Keep On                                                                        |
| 1294 | Week 10 | YUNGBLUD, Halsey & Travis Barker                                                      | 11 Minutes                                                                            |
| 1295 | Week 11 | The Black Keys                                                                        | Lo/Hi                                                                                 |
| 1296 | Week 12 | Willem                                                                                | Wilde Paarden                                                                         |
| 1297 | Week 13 | Mozes and the Firstborn                                                               | Sad Supermarket Song                                                                  |
| 1298 | Week 14 | Tame Impala                                                                           | Patience                                                                              |
| 1299 | Week 15 | Billie Eilish                                                                         | Bad Guy                                                                               |
| 1300 | Week 16 | Mark Ronson & Lykke Li                                                                | Late Night Feelings                                                                   |
| 1301 | Week 17 | Vampire Weekend                                                                       | This Life                                                                             |
| 1302 | Week 18 | Anderson .Paak & Smokey Robinson                                                      | Make It Better                                                                        |
| 1303 | Week 19 | Foals                                                                                 | In Degrees                                                                            |
| 1304 | Week 20 | Bastille                                                                              | Joy                                                                                   |
| 1305 | Week 21 | Loyle Carner & Jorja Smith                                                            | Loose Ends                                                                            |
| 1306 | Week 22 | Kensington                                                                            | Bats                                                                                  |
| 1307 | Week 23 | Mumford & Sons                                                                        | Woman                                                                                 |
| 1308 | Week 24 | Lizzo                                                                                 | Truth Hurts                                                                           |
| 1309 | Week 25 | Lana Del Rey                                                                          | Doin' Time                                                                            |
| 1310 | Week 26 | De Staat & Luwten                                                                     | Tie Me Down                                                                           |
| 1311 | Week 27 | The 1975                                                                              | Love It If We Made It                                                                 |
| 1312 | Week 28 | Flume & London Grammar                                                                | Let You Know                                                                          |
| 1313 | Week 29 | Ed Sheeran, Chris Stapleton & Bruno Mars                                              | Blow                                                                                  |
| 1314 | Week 30 | Stormzy                                                                               | Crown                                                                                 |
| 1315 | Week 31 | Blanks                                                                                | Wave                                                                                  |
| 1316 | Week 32 | Brittany Howard                                                                       | Stay High                                                                             |
| 1317 | Week 33 | King Princess                                                                         | Prophet                                                                               |
| 1318 | Week 34 | Twenty One Pilots                                                                     | The Hype                                                                              |
| -    | Week 35 | Geen 3FM Megahit in verband met de Festival Top 999                                   | Geen 3FM Megahit in verband met de Festival Top 999                                   |
| 1319 | Week 36 | Kensington                                                                            | What Lies Ahead                                                                       |
| 1320 | Week 37 | Loyle Carner & Jordan Rakei                                                           | Ottolenghi                                                                            |
| 1321 | Week 38 | Foals                                                                                 | The Runner                                                                            |
| 1322 | Week 39 | Lana Del Rey                                                                          | Norman Fucking Rockwell                                                               |
| 1323 | Week 40 | Dominic Fike                                                                          | 3 Nights                                                                              |
| 1324 | Week 41 | Freya Ridings                                                                         | Castles                                                                               |
| 1325 | Week 42 | Roberto Surace                                                                        | Joys                                                                                  |
| 1326 | Week 43 | YUNGBLUD & Dan Reynolds                                                               | Original Me                                                                           |
| 1327 | Week 44 | Coldplay                                                                              | Orphans                                                                               |
| 1328 | Week 45 | Tame Impala                                                                           | It Might Be Time                                                                      |
| 1329 | Week 46 | WIES                                                                                  | Soms Is Het Te Laat                                                                   |
| 1330 | Week 47 | Billie Eilish                                                                         | Everything I Wanted                                                                   |
| -    | Week 48 | Geen 3FM Megahit in verband met de Jaren 10-daagse                                    | Geen 3FM Megahit in verband met de Jaren 10-daagse                                    |
| 1331 | Week 49 | Blanks                                                                                | Everything's Changing                                                                 |
| 1332 | Week 50 | Indian Askin                                                                          | Deep End                                                                              |
| 1333 | Week 51 | Mura Masa & Slowthai                                                                  | Deal Wiv It                                                                           |
| -    | Week 52 | Geen 3FM Megahit in verband met de 3FM Serious Request-week en de Top Serious Request | Geen 3FM Megahit in verband met de 3FM Serious Request-week en de Top Serious Request |

1993 · 
1994 ·
1995 · 
1996 ·
1997 ·
1998 ·
1999 ·
2000 ·
2001 ·
2002 ·
2003 ·
2004 ·
2005 ·
2006 ·
2007 ·
2008 ·
2009 ·
2010 ·
2011 ·
2012 ·
2013 ·
2014 ·
2015 ·
2016 ·
2017 ·
2018 ·
2019 ·
2020 ·
2021 ·
2022 ·
2023 ·
2024 ·
2025